# Halacarsantia uniramea
Halacarsantia uniramea är en kräftdjursart som först beskrevs av Menzies och Miller 1955.  Halacarsantia uniramea ingår i släktet Halacarsantia och familjen Santiidae.
Artens utbredningsområde är havet kring Nya Zeeland. Inga underarter finns listade i Catalogue of Life.